# دومشیت‌باوری
دومَشیَّت‌باوری (به انگلیسی: Dyothelitism) (از یونانی δυοθελητισμός "doctrine of two wills") باوری در مسیحیت است که می‌گوید عیسی مسیح دو مشیت (اراده و خواست) جداگانه در خود داشت، یکی الهی و یکی انسانی، که با دو سرشت جداگانه الهی و انسانی او متناظر بودند.

این برخلاف گفته یک‌مشیت‌باوران است که می‌گویند عیسی تنها یک اراده و مشیت الهی داشت. 